# Uşak
Uşak este un oraș din Regiunea Egeeană, Turcia.

## Clima
| Date climatice pentru Ușak                       | Date climatice pentru Ușak | Date climatice pentru Ușak | Date climatice pentru Ușak | Date climatice pentru Ușak | Date climatice pentru Ușak | Date climatice pentru Ușak | Date climatice pentru Ușak | Date climatice pentru Ușak | Date climatice pentru Ușak | Date climatice pentru Ușak | Date climatice pentru Ușak | Date climatice pentru Ușak | Date climatice pentru Ușak |
| Luna                                             | Ian                        | Feb                        | Mar                        | Apr                        | Mai                        | Iun                        | Iul                        | Aug                        | Sep                        | Oct                        | Nov                        | Dec                        | Anual                      |
| ------------------------------------------------ | -------------------------- | -------------------------- | -------------------------- | -------------------------- | -------------------------- | -------------------------- | -------------------------- | -------------------------- | -------------------------- | -------------------------- | -------------------------- | -------------------------- | -------------------------- |
| Maxima medie °C (°F)                             | 7.2 (45)                   | 8.0 (46,4)                 | 12.0 (53,6)                | 16.5 (61,7)                | 21.9 (71,4)                | 26.7 (80,1)                | 30.5 (86,9)                | 30.7 (87,3)                | 26.3 (79,3)                | 20.4 (68,7)                | 13.8 (56,8)                | 8.7 (47,7)                 | 18,56 (65,4)               |
| Minima medie °C (°F)                             | −1.1 (30)                  | −0.8 (30,6)                | 1.5 (34,7)                 | 5.4 (41,7)                 | 9.3 (48,7)                 | 12.8 (55)                  | 15.8 (60,4)                | 15.8 (60,4)                | 11.9 (53,4)                | 8.0 (46,4)                 | 3.5 (38,3)                 | 0.7 (33,3)                 | 6,9 (44,42)                |
| Precipitații mm (inches)                         | 63.1 (2.484)               | 65.1 (2.563)               | 55.3 (2.177)               | 56.2 (2.213)               | 44.9 (1.768)               | 22.6 (0.89)                | 18.1 (0.713)               | 12.7 (0.5)                 | 17.7 (0.697)               | 43.4 (1.709)               | 65.4 (2.575)               | 74.7 (2.941)               | 539,2 (21,228)             |
| Nr. mediu de zile ploioase                       | 11.6                       | 10.8                       | 10.4                       | 11.2                       | 9.9                        | 5.1                        | 3.1                        | 2.3                        | 3.5                        | 6.9                        | 8.5                        | 12.0                       | 95,3                       |
| Ore însorite                                     | 124                        | 126                        | 173.6                      | 204                        | 275.9                      | 321                        | 356.5                      | 344.1                      | 288                        | 220.1                      | 150                        | 120.9                      | 2.704,1                    |
| Sursă: Devlet Meteoroloji İșleri Genel Müdürlüğü |                            |                            |                            |                            |                            |                            |                            |                            |                            |                            |                            |                            |                            |